# Шарапов, Андрей Родионович
Андре́й Родио́нович Шара́пов (1896—1973) — советский военачальник, генерал-лейтенант авиации (1946). Начальник Ленинградской Краснознамённой военно-воздушной инженерной академии (1941—1943, 1945—1946), участник Гражданской и Великой Отечественной войн.

## Биография
Родился 17 августа 1896 года в селе Сабуршино, Тамбовской губернии.
С 1915 года призван в ряды Российской императорской армии и направлен на службу в авиационную часть в качестве солдата-авиамеханика. С 1918 года призван в ряды РККА, участник Гражданской войны.
С 1920 по 1926 год служил в Серпуховском авиационном училище ВВС РККА на должностях лётчика-инструктора и начальника лётного отдела этого училища. С 1926 по 1932 год на испытательной работе в НИИ ВВС РККА в должности начальника эскадрильи лётчиков-испытателей, был участником испытания различных типов самолётов, в том числе И-4, АНТ-3, И-1, ТБ-1 и У-2. С 1932 по 1934 год находился в заграничной командировке в качестве военного атташе в Японии. С 1934 по 1937 год в должности командира авиационной бригады служил в войсках ВВС Киевского военного округа. Без отрыва от основной деятельности окончил Высшую лётно-тактическую школу ВВС РККА. С 1937 по 1939 год в качестве военного советника командующего Испанской республиканской бомбардировочной авиации участвовал в Гражданской войне в Испании. 8 июня 1939 года Приказом НКО СССР № 0233 ему было присвоено воинское звание комдив. В 1939 году участвовал в боях на Халхин-Голе.
С 1939 по 1941 год — командующий Военно-воздушных сил Забайкальского военного округа. 4 июня 1940 года Постановлением СНК СССР ему было присвоено воинское звание генерал-майор авиации. 
С 1941 по 1943 и с 1945 по 1946 год — начальник Ленинградской Краснознамённой военно-воздушной инженерной академии. 
С 1943 по 1945 год — заместитель главы военной миссии СССР в Англии. 1 марта 1946 года Постановлением СНК СССР ему было присвоено воинское звание генерал-лейтенант авиации. 
С 1946 по 1949 год — представитель ВВС СССР в военно-штабном комитете Организации Объединённых Наций в Нью-Йорке. 
С 1949 по 1956 год на научно-педагогической работе в Ленинградской Краснознамённой военно-воздушной инженерной академии в должности заместителя начальника этой академии по учебной и научной  работе.
С 1956 года в запасе.
Скончался 18 января 1973 года в Москве, похоронен в колумбарии Новодевичьего кладбища.

## Награды
- Орден Ленина (21.02.1945)
- три ордена Красного Знамени (02.03.1938; 03.11.1944; 06.11.1947)
- Орден Богдана Хмельницкого II степени (01.09.1945)
- Орден Красной Звезды (17.11.1939)
- Медаль «За боевые заслуги» (28.10.1967)
- Медаль «За победу над Германией в Великой Отечественной войне 1941—1945 гг.» (09.05.1945)
- Юбилейная медаль «XX лет Рабоче-Крестьянской Красной Армии»
- Медаль «30 лет Советской Армии и Флота»[5][6][7]